# السلحبية غربية (الرقة)
السلحبية غربية قرية سورية تتبع ناحية مركز الرقة في منطقة مركز الرقة في محافظة الرقة. بلغ عدد سكانها 3568 نسمة في عام 2004 حسب إحصاء المكتب المركزي للإحصاء.